# Rosie's Tea Party
Rosie's Tea Party is een theekopjesattractie in het Nederlandse Attractiepark Slagharen die ook wel lijkt op een draaimolen. De attractie staat overdekt.

## Geschiedenis
De attractie opende in 1993 of eerder onder de naam Kop & Schotel en is gemaakt door S&W Amusement Sales. De attractie is een relatief milde versie van een theekopjesattractie en is gericht op kinderen vanaf 1 meter, wat de minimumlengte is om de attractie te betreden.
De attractie heeft een theepot in het midden en rondom circuleren theekopjes die om hun as kunnen draaien en verbonden zijn met de grote draaischijf. De attractie heeft maar 1 draaischijf, terwijl de intensere theekopjesattracties vaak draaischijven hebben binnen de grote interne draaischijf. Ook kan je niet zelf aan de theekopjes draaien om het extra te laten spinnen, zoals in de grotere theekopjesattracties wel het geval is.
Afbeeldingen · Main Street